# Gerechtsgebouw (Hasselt)
Het gerechtsgebouw van Hasselt is een opvallend bouwwerk naast het station van Hasselt dat uitkijkt over het Monseigneur Broekxplein in de Belgische stad Hasselt.

## Beschrijving
Het gebouw bestaat uit een kantoorgebouw van zes en een toren van twaalf verdiepingen en is een project van de architectengroep TWINS, die bestaat uit de Duitse architect Jürgen Mayer en de Hasseltse architectenbureaus a2o architecten en Lens°ass Architecten. Het nieuwe gerechtsgebouw was een belangrijke realisatie in de modernisering en omvorming van de Hasseltse stationsomgeving geleid door het studiebureau Eurostation.
Het nieuwe gerechtsgebouw heeft de vorm van een hazelaar. De naam Hasselt is afgeleid van het Germaanse Hasaluth, wat "hazelarenbos" of "plaats waar hazelaars staan" betekent. Het gerechtsgebouw wordt daarom ook wel De Hazelaar genoemd.

## Geschiedenis
Tot de ingebruikname van het nieuwe gerechtsgebouw waren de gerechtelijke diensten in Hasselt verspreid over verschillende gebouwen, waaronder het voormalig provincieraadsgebouw in de Lombaardstraat en het oud gerechtsgebouw aan de Havermarkt.
De eerste steen van het nieuwe gerechtsgebouw werd op 5 december 2008 gelegd. Op 1 oktober 2011 werd het gebouw opgeleverd. In mei 2012 werd het in gebruik genomen en in oktober 2012 opende ook de Rechtsbibliotheek Limburg in het nieuwe gerechtsgebouw. De officiële opening van het gebouw volgde pas in september 2013 door minister van Justitie Annemie Turtelboom en staatssecretaris van Regie der Gebouwen Servais Verherstraeten. Het gebouw is eigendom van Belfius en wordt voor een periode van 36 jaar gehuurd door de Regie der Gebouwen.
In april 2015 won het gebouw de prijs van de jury in de categorie Gemeentelijke- en overheidsgebouwen en politie- en brandweergebouwen op de A+ Awards van het online platform Architizer.

## Diensten
De Hazelaar huisvest de volgende gerechtelijke diensten:
- Vredegerechten van de twee Hasseltse kantons
- Politierechtbank Limburg afdeling Hasselt
- Rechtbank van eerste aanleg Limburg afdeling Hasselt
- Arbeidsrechtbank Antwerpen afdeling Hasselt
- Ondernemingsrechtbank Antwerpen afdeling Hasselt
- Arbeidshof Antwerpen afdeling Hasselt
- Hof van beroep Antwerpen (videoconferentie)
- Parket van de procureur des Konings
- Arbeidsauditoraat Hasselt
- Orde van Advocaten Balie Limburg
- Dienst strafbemiddeling
- Dienst slachtofferonthaal
- Rechtsbibliotheek Limburg (i.s.m. Universiteit Hasselt)

Onder het gebouw bevinden zich twee ondergrondse parkeerruimtes.